# Hydraena krasnodarensis
Hydraena krasnodarensis är en skalbaggsart som beskrevs av Manfred A. Jäch och Díaz 2006. Hydraena krasnodarensis ingår i släktet Hydraena och familjen vattenbrynsbaggar. Inga underarter finns listade i Catalogue of Life.